# 寻仙
《新寻仙》（原寻仙）是一款以中国古代为背景的神话题材MMORPG，由北京像素软件科技开发，中国大陆地区由腾讯运营（台港地區則為遊戲橘子之關係企業东遊玩子）。游戏采用自主开发的全3D引擎，画面为3D效果的中国传统美术片风格画面。

## 作品历史
- 2008年
  - 2008年10月27日 《寻仙》公测
- 2009年
  - 资料片《倩女幽魂》、《驭龙飞仙》、《师徒情深》
- 2010年
  - 资料片《金玉良缘》、《金仙下凡》、《魔尊现世》、《通天帝国》
- 2011年
  - 资料片《金玉良缘》、《金仙下凡》、《魔尊现世》、《通天帝国》
- 2012年
  - 资料片《摩云迷境》[2]、2012年12月18日《寻仙》更名为《新寻仙》
- 2013年
  - 资料片《霸下来袭》

## 游戏代言
尋仙Online「十大門派」PK戰由台灣知名美女樂團無樂團代言（台灣易吉網代理）

## 手游
寻仙手游于2017年8月1日开启不删档测试。